# ベルリン (バンド)
ベルリン (Berlin) は、米国カリフォルニア州オレンジ郡出身のバンド。グループ名は同名のドイツの都市からとっている。

## 概要
1978年、ベーシストのジョン・クロフォードを中心に結成。1979年にシングルを発表するも、1980年、ボーカルのテリー・ナンが脱退。バンドは新たに女性ボーカルを起用してデビュー・アルバム『Information』をリリースしたが、直後に解散。翌1981年、クロフォードは再びナンを誘い、デイヴィッド・ダイヤモンドとの3人でバンド活動を再開させる。
1982年、インディー盤『Pleasure Victim』がヒットし、メジャーレーベル ゲフィン・レコードと契約。再リリースされた『Pleasure Victim』がアメリカでプラチナセールスを記録。メイン・ボーカルのテリー・ナンを含む男女3人組・アメリカのシンセ・ニュー・ウェイヴ・バンドとして、アメリカのインディーレーベルより発売されたシングル 「そのとき、私は… (Sex〈I'm A...〉)」が、マーキュリー・レコード（発売元・日本フォノグラム）より日本リリース。この曲はアメリカのラジオ局のほとんどが放送禁止にしたことを含め、続くシングル「Metro」などのPVと併せて、洋楽音楽番組『ベストヒットUSA』などで紹介された。アルバム『Pleasure Victim』アメリカ盤にボーナス・トラック、ロング・ヴァージョンなどを追加した日本再編集盤『そのとき、私は… (Pleasure Victim)』も発売され注目を浴びるが、ビッグヒットには至らず。
1984年、前作にも参加したリック・オルセン（ギター）のほか、マット・リード（シンセサイザー）、ロブ・ブリル（ドラムス）を加えた6人組で『ラヴ・ライフ（Love Life）』を発表。ジョルジオ・モロダーがプロデュースした「ノー・モア・ワーズ」「Dancing In Berlin」がヒットした。
1986年、映画『トップガン』挿入歌として、サウンド・プロデューサーをイタリアのジョルジオ・モロダーが担当した「愛は吐息のように (Take My Breath Away)」が選ばれ、ケニー・ロギンスの担当した主題歌「デンジャー・ゾーン」と共に世界的に大ヒットする。日本では、1993年に3代目ホンダ・インテグラのCMソングに使用された。「Dancing In Berlin」や「ノー・モア・ワーズ」などもヒット入りをしている。
初来日公演を含めた1987年のツアー後、バンドは再び解散する。解散後はナンがソロ・アルバム『レット・ミー・ビー・ザ・ワン（Moment of Truth）』を発表するなど活動を続けたが、注目されなかった。その後ナンはベルリン再始動を目指し、1999年にミニ・アルバム『Fall into Heaven』『Fall into Heaven 2』をリリース。2002年に待望のフル・アルバム『Voyeur』を発売すると、以後はアルバムの数こそ少ないが、ライヴは精力的に続けている。

## 日本公演
- 1987年
3月19日 愛知厚生年金会館、21日 大阪厚生年金会館、23日、24日 東京厚生年金会館
- 2014年
8月20日 ビルボードライブ大阪、22日 ビルボードライブ東京

## ディスコグラフィ

### アルバム
- Information (1980年)
- 『そのとき、私は…』 - Pleasure Victim (1982年)
- 『ラヴ・ライフ』 - Love Life (1984年)
- 『カウント・スリー&プレイ』 - Count Three & Pray (1986年)
- Voyeur (2002年)
- 4Play (2005年)
- Animal (2013年)
- 『トランセンデンス』Transcendance (2019年)

### ライブ・アルバム
- Live: Sacred and Profane (2000年)
- All the Way In (2009年) ※Terri Nunn & Berlin名義

### コンピレーション・アルバム
- 『ダンシング・イン・ベルリン』 - Dancing in Berlin (1987年)
- Best of Berlin 1979-1988 (1988年)
- Master Series (1997年)
- Greatest Hits Remixed (2000年)
- Metro Greatest Hits (2004年)
- Greatest Hits (2009年)

### EP
- Fall Into Heaven (1997年)
- Fall Into Heaven 2 (1997年)

### シングル
- "A Matter of Time" (1979年)
- "Fascination" (1980年)
- "The Metro" (1981年)
- 「そのとき、私は…」 - "Sex (I'm A...)" (1982年)
- "Pleasure Victim" (1982年)
- "Masquerade" (1983年)
- 「ノー・モア・ワーズ」 - "No More Words" (1984年)
- "Now It's My Turn" (1984年)
- "Dancing in Berlin" (1984年)
- "Touch" (1984年)
- 「愛は吐息のように -トップガンLOVEテーマ-」 - "Take My Breath Away (Love Theme from 'Top Gun')" (1986年)
- 「炎のハート・ブレイク」 - "Like Flames" (1987年)
- 「ユー・ドント・ノウ」 - "You Don't Know" (1987年)
- "Pink and Velvet" (1987年)
- "Take My Breath Away 90" (1990年)
- "Blink of an Eye" (2002年)
- "With a Touch" (2003年)
- "It's the Way" (2013年)
- "Animal" (2014年)